# Tuomas Haapanen

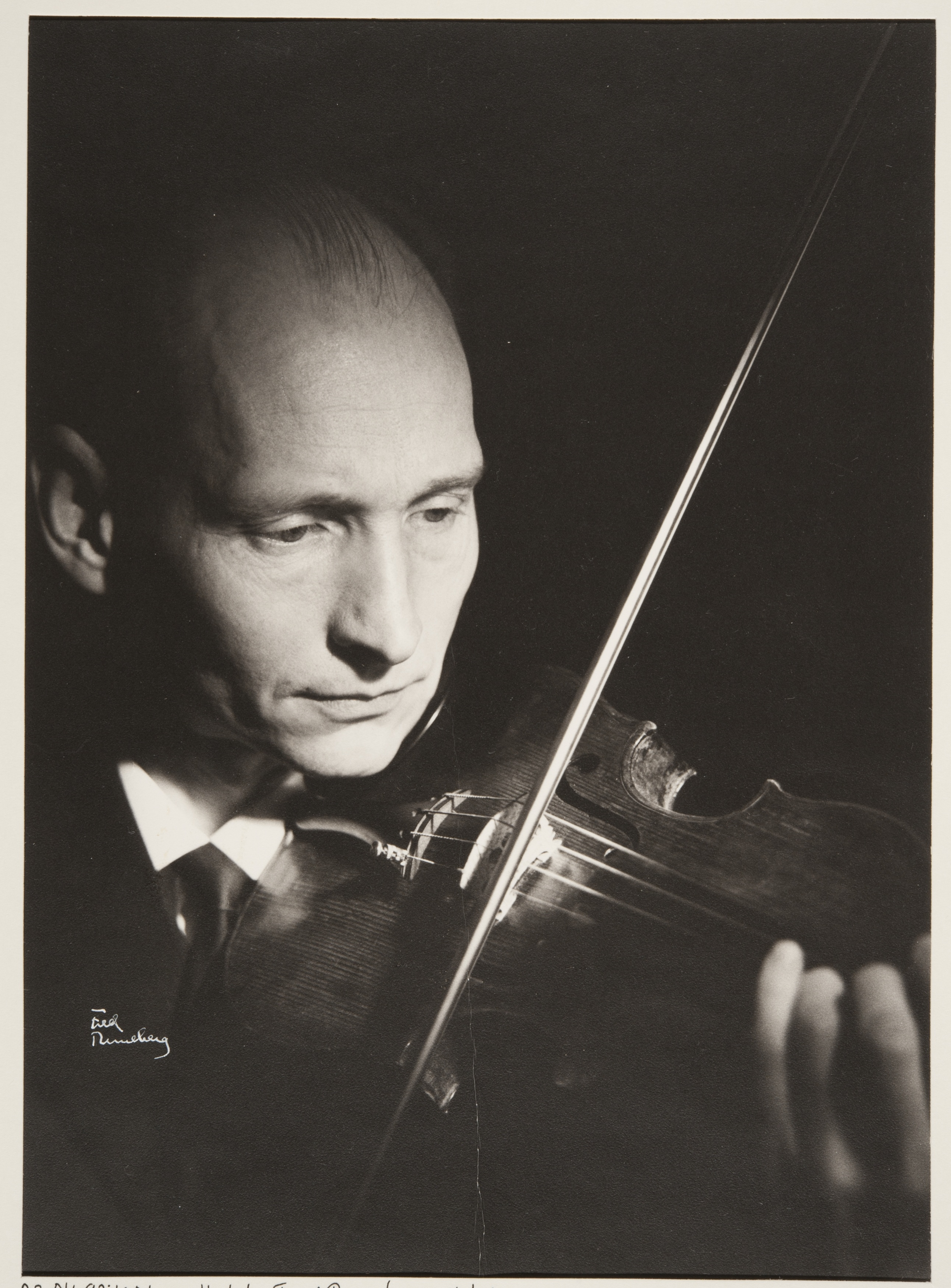
Tuomas Haapanen.

Tuomas Jaakko Haapanen, född 29 december 1924 i Helsingfors, död 8 januari 2024, var en finländsk violinpedagog och professor. Han var son till Toivo Haapanen.
Haapanen studerade vid Sibelius-Akademin och tilldelades diplom i violinspel 1948. Från 1953 var han violinist i Radions symfoniorkester, andre konsertmästare 1958–1962. Därpå verkade han som violinlärare vid Åbo konservatorium och var dess rektor 1966–1978. Åren 1978–1990 var han professor i violinspel vid Sibelius-Akademin och dess rektor 1987–1990. 
Haapanens verksamhet som pedagog är mycket högt uppskattad: många av hans elever har nått uppmärksammade tävlingsframgångar. Hans "biblar" för violinister är två: Johann Sebastian Bachs solosonater och Niccolò Paganinis kapriser. Han har varit engagerad både som administratör samt som jurymedlem och -ordförande i musiktävlingar såväl i Finland (Sibeliustävlingen för violinister, violintävlingen i Kuopio och cellotävlingen i Åbo) som vid internationella evenemang.